# Sophie (konstverk)

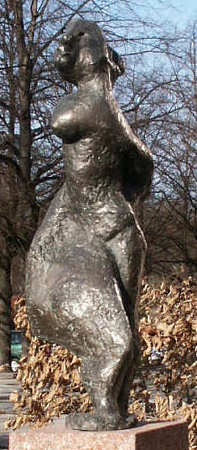
Sophie av Åsa Knoge-Hellström

Sophie är ett konstverk av Åsa Knoge-Hellström (född 1941), som sedan 1984 står på Katarina Bangata vid Ringvägen på Södermalm i Stockholm.